# Epilobium pedunculare
Epilobium pedunculare là một loài thực vật có hoa trong họ Anh thảo chiều. Loài này được A.Cunn. mô tả khoa học đầu tiên năm 1839.